# Бертран (граф Тулузы)
Бертран (фр. Bertrand de Toulouse, 1065 — 21 апреля 1112 года) — граф Тулузы, маркиз Прованса и герцог Нарбонны с 1105 года, граф Триполи с 1108 года. Старший сын одного из руководителей 1-го крестового похода Раймунда Тулузского.
Бертран правил в Тулузе с отбытия Раймунда в крестовый поход и до собственного отъезда в Святую Землю, за исключением двух лет, когда город был занят герцогом Аквитанским Гийомом IX, женатым на двоюродной сестре Бертрана Филиппе.
В 1108 году Бертран отправился с женой и сыном  на Святую Землю, где правил Триполи и как вассал иерусалимского короля участвовал в военных кампаниях последнего.
В 1112 году он умер, ему наследовал его сын Понс.

## Биография

### Происхождение
Бертран был сыном графа Раймунда IV Тулузского и родился около 1068 года. Матерью Бертрана была первая жена Раймунда — его двоюродная сестра. По разным данным, это была дочь графа Прованса Жоффруа I, либо дочь виконта Нарбонны (двоюродная сестра по матери), либо дочь графа Прованса Бертрана I, брата его отца. К. Девик (1670—1734) и Ж. Виссет (1685—1756) в 1 томе Общей истории Лангедока (издан в 1730 году) поддерживали последнюю версию («нам кажется несомненным»). К 1066 году Раймунд уже был женат — в подписанном им в этом году соглашении с архиепископом Нарбонны Гифредом упоминается жена Раймунда.
Из-за близкого родства Раймунда и его жены в 1076 и в 1078 годах он был отлучён от церкви, но ни в тот, ни в другой раз не стал разводиться, поскольку этот брак дал ему права на половину провинции. Мать Бертрана умерла к 1080 году, и отлучение Раймунда от церкви было отменено. Поскольку брак родителей Бертрана не признавался церковью, сам он многими считался внебрачным ребёнком. Современники — крестоносец Каффаро в Генуэзских анналах и Гвиберт Ножанский — называли Бертрана бастардом. Гийом Катель заявлял, что Бертран был внебрачным сыном, которого Раймунд узаконил. Происхождение Бертрана стало причиной распространения слуха, записанного Вильямом Малмсберийским, что Бертран был сыном от любовницы, которого Раймунд очень любил, потому что он был похож на неё.

### В Тулузе

#### Конфликт с папой и Гийомом Аквитанским
О детских годах Бертрана ничего не известно. Согласно Г. Малатерре, второй раз отец Бертрана женился на Матильде, дочери Роджера, графа Сицилии в 1080 году, детей в этом браке не было. Матильда умерла до 1093 года. Согласно Гийому Тирскому, Раймунд вступил в брак в 1093 году с Эльвирой, внебрачной дочерью короля Кастилии и Леона Альфонсо VI, которая примерно в 1103 году родила ему сына Альфонсо Иордана (К. Льюис называл лишь две жены — первую и Эльвиру).
По требованию папы Урбана, Раймунд вернул церкви владения, которые ей ранее принадлежали. Он вернул аббатству святого Эгидия (Сент-Жиля) в Гаре ту долю, которую он имел в приношениях. Впервые он сделал это в 1090 году и повторил в аббатстве в день праздника святого Эгидия 1 сентября 1094 года, когда Бертран вместе с ним участвовал в церемонии. В начале 1095 года Бертран сопровождал отца в аббатство Псалмоди, где граф и его сын пообещали аббату ничего не требовать от монастыря (как они делали раньше), оставив за собой лишь право суда за некоторые преступления.
Раймунд был одним из руководителей Первого крестового похода. По его решению в Антиохии, Эдессе и Иерусалиме были основаны государства крестоносцев, которыми правили его соратники. Раймунд решил захватить Триполи. Он построил на Горе Паломников рядом с Триполи цитадель и захватил близлежащие земли, но не сам город.
Отправляясь в 1097 году в Первый крестовый поход, Раймунд оставил Тулузу Бертрану, которому был 31 год. По подписям на актах и документах можно видеть, что с момента отъезда Раймунда Бертран принял титул графа Тулузы. В 1101—1108 годах Бертран был в конфликте с папой Пасхалием II. Граф отказался уважать привилегии, дарованные его отцом аббатству святого Эгидия. В булле Пасхалия от 15 апреля 1105 года, направленной аббату Стефану и монахам, понтифик сетовал, что граф Бертран наносил оскорбления монастырю («граф Бертран и его рыцари, несмотря на данные обещания, пытались отобрать подношения с алтарей аббатства»), и Пасхалий грозился отлучить графа от церкви. В булле от 4 февраля 1107 года, направленной ряду рыцарей, он обвиняет адресатов в соучастии в «преступлениях Бертрана» и требует отказаться от Бертрана под угрозой запрета «в их стране богослужения, кроме крещения младенцев и покаяния умирающих». В булле от 14 мая 1108 года, направленной монахам аббатства, Пасхалий назвал Бертрана «человеком бесстыдным и несправедливым» и «предупредил его отказаться от своих преступных предприятий, иначе отправление в Святую Землю не защитит его от последствий отлучения от церкви». Конфликт с Пасхалием у Бертрана был не только из-за аббатства святого Эгидия. Раймунд IV перед своим отъездом увеличил привилегии капитула Базилики Святого Сатурнина (Сен-Сернен) в Тулузе. Но Бертран решил лишить капитул прав и привилегий. Каноники отказались отказываться от дарованного Раймундом. Бертран захватил имущество капитула и поджёг часть зданий. В ответ капитул поддержал Гийома IX, герцога Аквитанского (женатого на двоюродной сестре Бертрана Филиппе) в его претензиях на графство Тулуза после отъезда Раймунда. Тулуза была слаба — Раймунд увёл армию в крестовый поход, поэтому Гийом легко захватил Тулузу и объявил себя графом вместо Бертрана. Источники не упоминают ни о каком сражении. Каноникам базилики были восстановлены их привилегии. С конца 1098 года акты и хартии в городе подписаны «Гийомом, графом Тулузы». Но вассалы и союзники Раймунда, не уехавшие в крестовый поход, отказались подчиняться Гийому. Хотя сила была у Гийома, но вассалы графов Тулузы и большинство высшего духовенства в регионе поддерживали Бертрана. Так, епископ Каора Жеро III де Кардальяк, архиепископ Нарбонны Бертран де Монредон и сеньор Безье Тренкавель не признавали сюзеренитета Гийома. В основном его не приняли потому, что он был чужак и говорил на другом языке; Гийом не проявил упорства и настойчивости в желании утвердиться в городе. По словам Роберта де Ториньи и Вильяма Ньюбургского, Гийом добровольно покинул Тулузу. К. Девик и Ж. Виссет полагали, что это произошло либо потому, что граф Бертран вынудил его уйти, либо потому, что Гийом осознал несправедливость своих претензий. К тому же, по Клермонскому собору ему грозило отлучения от церкви как захватившему собственность у крестоносца.

#### Возвращение графства Бертрану
Бертран, вероятно, вернулся в Тулузу в конце 1099 или в начале 1100 года. В июне 1100 он уже был хозяином этого города. Около 1100 года в двух хартиях «Бертрана, графа Тулузы, сына Раймунда» Базилике Святого Сатурнина гарантируется защита графа и подтверждаются пожертвования, полученные ею от Филиппы. Бертран торжественно обещает в этих актах: «никогда не нарушать неприкосновенность монастыря Святого Сатурнина». Первую из этих двух хартий граф Бертран возложил на алтарь Базилики Святого Сатурнина, она подписана Бертраном и архиепископом Нарбонны и засвидетельствована Гийомом Иорданом графом Сердани, двоюродным братом Раймунда. Вторая — только Гийомом Иорданом. Ибн аль-Каланиси ошибочно полагал, что он был «сыном сестры Сен-Жиля». К. Девик и Ж. Виссет полагали, что Гийом Иордан поддерживал Бертрана в конфликте с Гийомом IX и внёс вклад в восстановление Бертрана в своих правах на графство. 
Отказавшись от захваченного графства, в 1101 году Гийом IX отправился в крестовый поход. По возвращении он продолжил свои территориальные споры с Фульком Анжуйским, но с Бертраном более не конфликтовал. Возможно, Бертран уплатил ему дань как вассал и управлял доменами отца до 1108 года. Примерно в 1100 году он получил звание графа Тулузы и Руэрга д’Альбижуа, а в следующем году правил в долине Роны. В 1104 году Бертран дал разрешение на продажу аббатства Муассак, его власть распространилась на Керси.

#### Смерть Раймунда
В январе 1105 года при осаде Триполи Раймунд был ранен. По словам К. Девика и Ж. Виссета, он вызвал Гийома Иордана и объявил его командующим своих войск, управляющим всего, что Раймунд завоевал или намеревался подчинить: Архос, Джубайль, Тортоса, Триполи (кроме крепости на Горе Паломников). Через два месяца (28 февраля) Раймунд умер в цитадели на Горе Паломников и там же был похоронен. Перед смертью он составил завещание, по которому наследником стал Альфонс Иордан; Эльвира и Альфонс Иордан должны были отправиться в Тулузу. Владения Раймунда были велики: после смерти своего брата Гийома IV он получил контроль над территорией от Прованса до Тулузы и от Ле-Пюи до Пиренеев.
К 1107 году из Святой Земли в Тулузу приехал Альфонс Иордан с матерью, и Бертран уступил ему графство Руэрг.

#### Каркассон
Примерно в то же время Бертран оказал помощь виконту Бернару Атону IV Транкавелю, своему вассалу. Ранее виконт клятвенно обещал Рамону Беренгеру III, графу Барселоны, вернуть ему графство Каркассон, когда Рамон Беренгер будет посвящён в рыцари (достигнет совершеннолетия). В конце 1096 года Рамону Беренгеру исполнилось 14 лет и он потребовал выполнения обещания, но виконт не обратил внимания на его просьбу. Несколько лет спустя жители города изгнали виконта, который просил помощи у Бертрана, своего сюзерена. Бернар-Атон и Бертран немедленно осадили Каркассон. Осаждённым было некому помочь, поскольку в это время Рамон Беренгер вёл войну с сарацинами, и город капитулировал при условии, что жители не понесут никакого ущерба, что Бернар Атон обещал им под присягой. Жители Каркассона присягнули на верность виконту.

### На Святой Земле

#### Начало похода
В 1108 году Бертран собрался в крестовый поход, завещав наследство своему брату Альфонсу Иордану (видимо, соблюдая желание отца). Возможно, это было связано с происхождением Бертрана. Иордана, мать Альфонса, имела сильную поддержку своей семьи, и ему было проще удержать Тулузу, чем Бертрану. По мнению Ж. Ришара, сомнения в законности брака родителей Бертрана подрывали его правление, тогда как Альфонс Иордан был законным наследником западных владений Раймунда.
Бертран отплыл в начале марта 1109 года, взяв с собой жену и сына Понса, которому было около 12 лет. У графа был флот из 40 галер с 4000 солдатами и матросами. Он направился в Геную, где к ним присоединились 80 галер. Вильям Мальмсберийский добавлял, что Бертран также получил поддержку со стороны пизанцев. После Генуи флот встал на якорь в Амироте, недалеко от Константинополя. Местные жители поначалу отказались предоставить Бертрану продовольствие для его войск, и он прибегнул к силе. Император Алексей Комнин, извещённый о его прибытии, пригласил его к себе и Бертран отправился во дворец, где принёс клятву верности императору.

#### Конфликт с Гийомом Иорданом
Бертран прибыл в порт Св. Симеона (гавань Антиохии) и просил о встрече с Танкредом. Племянник Боэмунда недружественно принял графа Бертрана, присягнувшего на верность византийскому императору Алексею Комнину, поскольку Боэмунд находился в конфликте с императором. Бертран и Танкред встретились у стен Антиохии в сопровождении вооружённых отрядов. Бертран заявил, что желает владеть частью Антиохии — цитаделью, поскольку его отец Раймунд захватил её в 1098 году, и которая поэтому должна принадлежать ему. Танкред предложил передать цитадель Бертрану при условии помощи в штурме соседней Мамистры. Город находился под контролем Алексея, и Бертран не мог напасть на него, не нарушив клятву. Он отказался, и переговоры окончились. Бертран отплыл в сторону Тортосы, чтобы забрать графство Триполи у Гийома Иордана, который по завещанию Раймунда им управлял как душеприказчик. Именно он отвёз Альфонса Иордана и его мать в Тулузу после смерти Раймунда. Гийом Иордан отказался передать графство Триполи Бертрану.
Бертран требовал, чтобы Гийом Иордан уступил ему «землю Камоллы». Ж. Ришар полагал, что этот загадочный топоним означал Химс, поскольку Альберт Аахенский утверждал, что Гийом Иордан унаследовал от Раймона Сен-Жиля не земли графства Триполи, а «землю и города» Химса, мусульманский правитель которого, Джанахеддин, ещё во время Первого крестового похода подчинился Раймунду. Химс был нестабильным приграничным городом, который регулярно подвергался нападениям армий крестоносцев. Он был расположен на двух важных путях: между Дамаском и Алеппо и между франкскими и мусульманскими территориями. Не все историки согласны с Ришаром, что Бертран требовал Химс. Камолла могла означать не только Химс. Среди населённых пунктов в графстве Триполи был Ло-Камел (Каима или Камлия) недалеко от Хисн аль-Акрад. Кроме того, под Камоллой могла иметься в виду вся равнина Бекаа (между Триполи и Тортосой, важный сельскохозяйственный регион). Альберт Аахенский описал Бекаа как «долину верблюдов». По мнению К. Льюиса, наиболее вероятно, что Бертран требовал не Химс, а Бекаа.
Гийом Иордан мог считать Бертрана узурпатором, поскольку Раймунд завещал восточные владения Альфонсу Иордану. В таком случае он просто защищал интересы малолетнего ребёнка Раймунда, как ранее в Тулузе защищал интересы Бертрана против Гийома IX. К. Льюис полагал, что Гийом Иордан считал себя преемником Раймунда на Святой Земле. Хотя он не называл себя графом Триполи, но заявлял в документах, что он «преемник Раймонда по наследственному закону». Альберт Аахенский писал, что Гийом Иордан стал преемником Раймонда «по кровному наследству».
У Гийома Иордана не было достаточно сил, чтобы противостоять войску Бертрана. Гийом Иордан, зная о встрече Бертрана и Танкреда и об установившейся между ними враждебности, позвал на помощь Танкреда. Гийом обещал служить Танкреду в качестве «его рыцаря» в обмен на помощь против Бертрана, и тот согласился прибыть во главе армии. Гийом Иордан покинул цитадель на Горе Паломников, чтобы вместе с Танкредом напасть на Бертрана в Тортосе, но Бертрану удалось уйти и добраться до Триполи. Он взял на себя командование осадой города, осадил цитадель на Горе Паломников и, чтобы избежать большого сражения с Гийомом и Танкредом, обратился к королю Иерусалима Балдуину с просьбой разрешить спор.

#### Совет у Триполи
Чтобы уладить спор о наследстве Раймунда король Балдуин созвал совет. Посланники короля прибыли к Танкреду и Гийому Иордану, сообщив, что им нужно явиться к Триполи для разрешения спора о наследстве Раймунда. Король также надеялся ограничить растущую мощь Танкреда Антиохийского. Совет состоялся летом 1109 года в цитадели на Горе Паломников. Атмосфера на совете была напряжённой, Танкреду пришлось удерживать Гийома Иордана от нападения на Бертрана. Танкред и Гийом Иордан привели с собой отряд из примерно 700 кавалеристов. Балдуин привёл 500 кавалеристов и 500 пехотинцев, с Бертраном были тысячи крестоносцев из Окситании и Генуи. Из Эдессы прибыл большой отряд эдесских солдат. Совету удалось предотвратить открытую войну, хотя неизвестны точные детали достигнутого у Триполи соглашения. По словам Фульхерия Шартрского, претензии Бертрана на графство были основаны на «наследственном праве», как и Гийома Иордана. Последний утверждал, что заслужил право управлять Триполи, потому что долго осаждал его. Право завоевания в других странах лежало в основе собственности в средние века. Принятое на соете соглашение признавало, что оба истца правы, и распределение земель было произведено соответственно. Альберт Аахенский писал, что по решению совета Бертрану отошли земли, завоёванные его отцом: Гора Паломников и Триполи (который было решено захватить). Гийому Иордану — земли, которые он завоевал после смерти Раймунда — это владения вокруг Арки и простиравшиеся до Химса, Шейзара и Дамаска. О Тортосе Альберт не упомянул. Гийом Тирский писал, что Тортоса отошла Гийому Иордану, а Джебель — Бертрану. Хронист добавил, что Гийом Иордан становился вассалом Танкреда, а Бертран — Балдуина. По договору между Гийомом Иорданом и Бертраном, если один умирал, не оставив наследников, его владения переходили к другому.

#### Смерть Гийома Иордана
Вскоре после разрешения спора Гийом Иордан умер при подозрительных обстоятельствах через несколько дней после взятия Триполи. Ещё до того, как армии крестоносцев ушли от Триполи после захвата города, он был ранен стрелой и обстоятельства происшествия неизвестны. Якобы, он вмешался в конфликт слуг, и кто-то выстрелил в него. По словам С. Рансимена, главным подозреваемым был Бертран. Альберт Аахенский и Каффаро обвиняли оруженосца Гийома, с которым Гийом плохо обращался; Фульхерий Шартрский утверждал, что убийца неизвестен; Ибн аль-Каланиси обвинил анонимного франка, которого Гийом Иордан намеревался убить. В конце XII века Гийом Тирский упоминал слухи о споре между оруженосцами Гийома Иордана и Бертрана и о том, что виновником смерти был Бертран. Именно Бертран оказался в выигрыше, поскольку после смерти соперника получил Арку и территории, выделенные Гийому. Чтобы не дать Бертрану получить больше, Танкред быстро захватил Тортосу. По мнению Т. Эсбриджа, Танкред хотел создать «буферную зону» между княжеством Антиохии и территориями Триполи. Танкред также принудил эмира Шейзара платить дань и захватил Хисн аль-Акрад. Комендант крепости решил добровольно сдаться Танкреду, потому что не хотел сдаваться Бертрану.

#### Захват Триполи и Джубайля
На совет у Триполи собрались войска из Иерусалима, Антиохии, Эдессы и флот Бертрана. Собравшиеся армии крестоносцев осадили Триполи вместе, блокировав город с суши и моря, и Триполи капитулировал. Дата этого события неясна. Альберт Аахенский её не назвал. Арабские авторы в основном называли 11 зульхиджа (12 июля). Фульхерий Шартрский — 26 июня 1109 года, Гийом Тирский (ошибочно) 10 июня. За шесть дней до июльских календ, то есть 26 июня, граф Бертран подписал документы о дарении участка земли в Триполи генуэзцам в благодарность за их помощь, то есть город уже был в его руках.
Город был разграблен и разорён, был сожжён огромный «Дом знаний» (библиотека и учебное заведение), в котором было сто переписчиков. Улемы (учёные, поэты, философы, грамматики), преподававшие в «Доме знаний», покинули город и разъехались в Дамаск и Шейзар. По мнению К. Льюиса, в 1109 году массового истребления населения города франками не было. Большинство населения Триполи даже в правление крестоносцев было мусульманским. Посетивший город в 1221 году епископ был вынужден нанять переводчика, потому что основным языком населения оставался «сарацинский». Мусульмане стали платить джизью, на месте мечети на Горе Паломников был возведён Храм Гроба Господня, Большая мечеть в городе была преобразована в собор, посвящённый Деве Марии.
Джубайль, находившийся южнее, был отвоёван после Триполи (ранее город захватил Раймунд в 1104 году, но после его смерти мусульмане отбили Джубайль), спустя несколько недель или лет после его падения, точная дата неизвестна. Хронисты путали Джубайль с расположенной севернее Джеблой. Гийом Тирский и Ибн аль-Каланиси утверждали, что Джубайль был завоёван примерно в то же время, когда был захвачен Триполи: генуэзские моряки взяли Джубайль во время осады Триполи, аналогичного мнения придерживались К. Девик и Ж. Виссет.

#### Последние годы
После победы при ар-Рахбе Ак-Сункур аль-Бурсуки объединился с атабеком Дамаска Тугтегином и одержал победу над Бертраном в 1109 году. Вскоре Бертран заключил мирный договор с Тугтегином: франки получали треть урожая плодородной долины Бекаа, а мусульмане — остальную часть.
В феврале 1110 года Балдуин и Бертран осадили Бейрут, который захватили около 15 мая. Жителям разрешили уйти. По словам К. Девика и Ж. Виссета, «утверждается, что Бертран и пизанцы убили всех остальных капитулировавших, насчитывавших двадцать одну тысячу». Балдуин и Бертран уехали в Иерусалим отпраздновать Пятидесятницу. Там до них дошло письмо графа Эдессы Балдуина де Бурга о том, что сельджуки осадили Эдессу по просьбе Танкреда. Балдуин де Бург просил немедленной помощи. Король предложил отправиться на помощь Балдуину Бертрану, который в начале июня отправился к Эдессе из Иерусалима. Через месяц марша к Евфрату прибыла армия из 15 000 человек. Не дожидаясь её подхода к Эдессе, сельджуки сняли осаду и ушли от города. Вернувшись в Иерусалим, в августе Балдуин и Бертран узнали, что сельджуки осадили Акру. Король встретил Сигурда, короля Норвегии, который высадился в Яффо во главе десятитысячной армии. Балдуин и Бертран напали на Сидон с суши, а Сигурд с моря. После шестинедельной осады город сдался. Балдуин вернулся в Иерусалим, а Бертран прибыл в Триполи 21 числа.
В конце 1111 года Алексей Комнин планировал кампанию против Танкреда. Он отправил послов к Бертрану с просьбой о поддержке и граф согласился. Византийские послы отплыли на юг, чтобы встретиться с королём Иерусалима, и передали деньги на хранение епископу Триполи. Танкред в отсутствие Бертрана в Триполи решил захватить Тортосу, и покинул Антиохию с войском, но на неё напали сельджуки. Армия сельджуков угрожала осадой Антиохии. Танкред просил о помощи христианских князей. Балдуин и Бертран немедленно выступили и 29 сентября 1111 года обратили противника в бегство.
Неожиданно Бертран умер в 1112 году от болезни. Единственный хронист, точно датировавший смерть графа — Ибн аль-Каланиси — назвал 2 шабана 505 года Хиджры (3 февраля).
Бертрану наследовал несовершеннолетний сын Понс.

## Брак и дети
Жена:
Личность жены Бертрана остаётся неопределённой. Историки и хронисты рассматривали несколько версий. Лишь два хрониста писали о ней: Ордерик Виталий и Вильям Мальмсберийский. Их сведения противоречат друг другу. По словам К. Льюиса, нет каких-то свидетельств того, что одна из версий более правдива, чем другая.
- Бургундская жена.

Согласно Ордерику Виталию, женой Бертрана была Елена[en](Эли, Электа) дочь герцога Бургундии Оттона I . Г. Катель вслед за Ж. дю Тийе цитировал документ, по которому Бертран даровал «своей жене Электе в дар город Рутен с графством, епископством, и город Авиньон с графством и епископатом согласно римскому праву». Альберт Аахенский писал, что сын Бертрана Понс унаследовал Триполи от родителей после смерти отца. Это обстоятельство, по предположению К. Льюиса, должно говорить о том, что на тот момент жена Бертрана (которую Альберт называл Эли) была жива. Льюис называет это сообщение сомнительным и отмечает, что хотя в дальнейшем она вышла замуж и родила немало детей, нет никаких свидетельств контактов с ними сына Бертрана. По мнению К. Льюиса, нет оснований полагать, что Бертран когда-либо был женат на Эли и что она была матерью Понса.
- Ломбардская жена.

Согласно Вильяму Мальмсберийскому, женой Бертрана была племянница графини Матильды Тосканской, союз с которой должен был обезопасить восточную границу Тулузского графства. Имя девушки Вильям не называл. По мнению К. Льюиса, Бертран мог жениться на племяннице Матильды не из-за своих восточных границ, а для упрочения союза против Генриха IV. В таком случае брак Бертрана с Еленой Бургундской кажется менее вероятным, чем брак с ломбардкой. В пользу версии, что жена Бертрана была из Ломбардии, может говорить поддержка, которую в ходе Норвежского крестового похода Бертран смог найти в Пизе. Вероятно, жена ломбардка была с ним, и матерью Понса в таком случае была именно она.
- Версия двух жен.

В попытках согласовать обе версии высказывались предположения, что у Бертрана было два брака, хотя, по словам К. Льюиса, нет никаких оснований полагать, что Бертран был женат дважды, кроме противоречивых утверждений хронистов.
Французский иезуит XVII века Филипп Лаббе предположил, что первой женой Бертрана была ломбардка, а второй — Елена, дочь Оттона. Он называл первой женой не племянницу Матильды, а некую Махо, племянницу некоей Марузы. К. Девик и Ж. Виссет выдвинули версию, согласно которой безымянная девушка, которая не была племянницей графини Матильды, стала женой Бертрана в 1088 году, но вскоре умерла, так и не оставив потомства, после чего он женился во второй раз в 1095 году. К. Девик и Ж. Виссет утверждали, что матерью Понса была вторая жена Бертрана, Елена-Электа-Эли. 
- По словам К. Девика и Ж. Виссета, некоторые их современники предполагали, что женой Бертрана была Аделаида, дочь Раймона Бернара Транкавеля и Эрменгарды Каркассонской. Однако К. Девик и Ж. Виссет утверждали, что это невозможно[75].

Дети:
- Понс (около 1098 — казнён 1137, Триполи), граф Триполи.
- Альфонс Иордан (1103—1148) — граф Тулузы, маркиз Прованса, герцог Нарбонны.

## Личность
Ж.-Л. Дежан назвал Бертрана «грубым воителем» и писал, что деятельность графа «в Лангедоке была посредственной, тогда как на Святой Земле он показал себя в блестящем свете».